# Френсис Бейкън
Вижте пояснителната страница за други личности с името Френсис Бейкън.
Френсис Бейкън (на английски: Francis Bacon) е английски философ, юрист, политик и писател. Баща му – Никълъс Бейкън, е пазител на английския печат, като Френсис Бейкън наследява титлата. Той получава рицарска титла през 1603, обявен е за барон Верулам през 1618 и за виконт Сейнт Олбънс през 1621. И двете титли спират да се използват след смъртта му.

## Живот
Роден е на 22 януари 1561 г. в Уестминстър, Великобритания.
Бейкън започва кариерата си като юрист и достига до поста лорд-канцлер (1617 – 1621), но е осъден за корупция, което слага край на съдебната му кариера. Въпреки това той е по-известен като философ и защитник на научната революция. Трудовете му установяват и популяризират индуктивната логика (т.е. от частното към общото). Чрез наблюдения се набира емпиричен материал. Информацията се обобщава и по този начин се формулират аксиоми. Аксиомите от своя страна също се обобщават и се формулират висшите аксиоми – научните закони в науката. Индукцията предполага извличане на познание за природата чрез експерименти, наблюдения и проверка на хипотези. В контекста на епохата тези методи се свързват с окултните течения на херметизма и алхимията.
Бейкън се занимава с въпроса за класификация на науката. Той прави две класификации: на основа на познавателните способности и пирамидална класификация. Бейкън озаглавява проекта си за реформа в науката „Голямото възстановяване“. От така замисления труд Бейкън успява да завърши първите три части, станали известни като „Нов органон“ по подобие на Аристотеловия „Органон“.

## Основни съчинения
- „Нов органон“
- „Нова Атлантида“
- „За усъвършенстване на науките“
- „Истински указания за тълкуване на природата“
- „История на Хенрих 7“

## Основни идеи
- Основоположник на емпиризма.
- Създаване на индуктивния метод. Този метод е аналитичен: в процеса на установяване на истинското знание на предмета трябва да се открият и установят причините на явленията, за да се докаже господството на човека над природата.
- Нова идея: според него човек е криво огледало, в което той се оглежда, а оглежда и света. Именно умът е източник на изкривяване, затова настоява знанието да се гради в опит.
- Негова е и фразата: „Човек може толкова, колкото знае.“